# Jerry Lewis

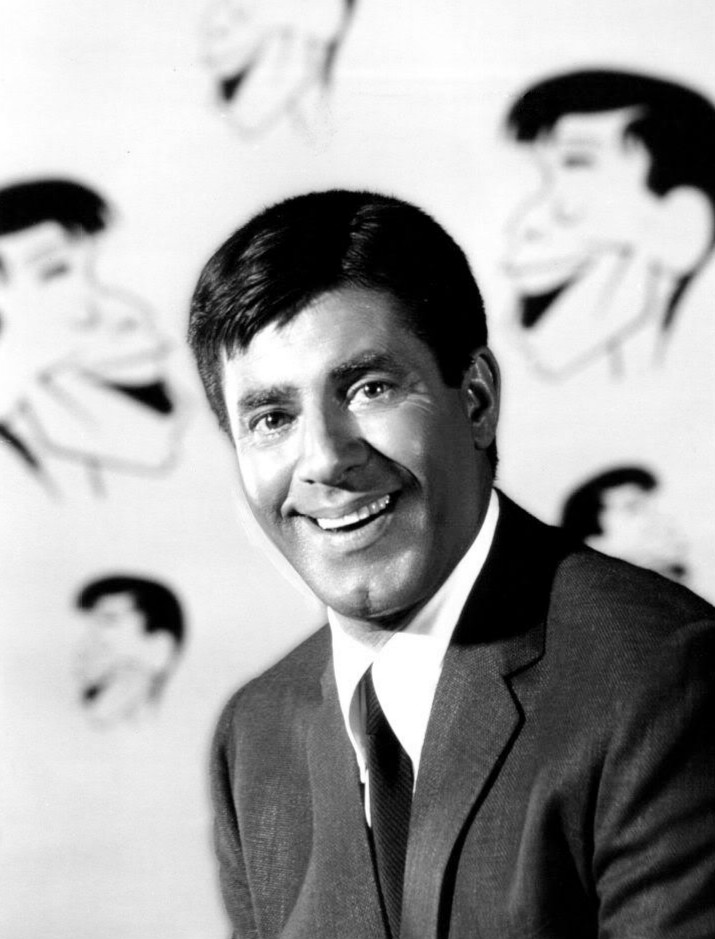
Jerry Lewis 1973.

Jerry Lewis, ursprungligen Joseph Levitch, född 16 mars 1926 i Newark, New Jersey, död 20 augusti 2017 i Las Vegas, Nevada, var en amerikansk skådespelare, komiker, filmproducent, manusförfattare och regissör.
Jerry Lewis föräldrar var i nöjesbranschen och redan som femåring började han uppträda tillsammans med dem. Han hoppade av skolan tidigt och vid arton års ålder var han en erfaren komiker. År 1946 mötte han en annan underhållare vid namn Dean Martin. Då ingendera var särskilt framgångsrik på egen hand beslöt de att pröva lyckan tillsammans och de gjorde omedelbar succé. År 1949 var Lewis och Martin det populäraste komikerparet i USA på scen, TV och nattklubbar. Samma år gjorde de filmdebut med Dårfinkar är vi allihopa. 
Lewis gjorde även på egen hand flera filmfarser och var speciellt populär i Frankrike  .
Lewis regisserade och spelade huvudrollen i filmen Dr. Jäkel och Mr. Hyde från 1963. Filmen var en parodi på Dr. Jekyll och Mr. Hyde. Den nyinspelades 1996 med Eddie Murphy i huvudrollen och med svenska titeln Den galna professorn; 2000 kom också uppföljaren Den galna professorn 2 - Klumps. Lewis var med och producerade de två senare filmerna.

## Eftermäle
Asteroiden 11548 Jerrylewis är uppkallad efter honom.

## Filmografi (urval)
- 1949 – Dårfinkar är vi allihopa
- 1950 – I vildaste västern
- 1950 – Ruskiga rekryter
- 1951 – Akta dej för sjömän
- 1953 – The Caddy
- 1953 – Nånting i hästväg
- 1954 – Hur tokigt som helst
- 1955 – Tummen opp
- 1956 – Vi ilar och bilar
- 1958 – Alla tiders farsa (även produktion)
- 1960 – Alla tiders gågosse (även manus, regi och produktion)
- 1960 – Knaskungen (även manus och produktion)
- 1961 – Huller om buller

- 1961 – Bara på skoj (även manus och regi)
- 1961 – Alla tiders lustigkurre
- 1963 – Nu är det kul igen
- 1964 – Sprattelgubben (även manus)
- 1963 – Dr. Jäkel och Mr. Hyde (även regi och manus)
- 1963 – En ding, ding, ding, ding värld

- 1964 – En jäkel till doktor
- 1965 – En sån jäkel till farsa (även manus och regi)
- 1969 – Bakom flötet! (även produktion)
- 1972 – The Day the Clown Cried (även regi och manus)

- 1980 – Sopproten (även manus och regi)
- 1982 – Smörgåsbord (även manus och regi)
- 1982 – King of Comedy
- 1987 – En kamp för livet (TV-film)
- 1992 – Arizona Dream
- 1996 – Den galna professorn (enbart produktion)
- 2000 – Den galna professorn 2 - Klumps (enbart produktion)
- 2003 - Simpsons, avsnitt Treehouse of Horror XIV (gäströst i TV-serie)
- 2013 – Max Rose

## Galleri

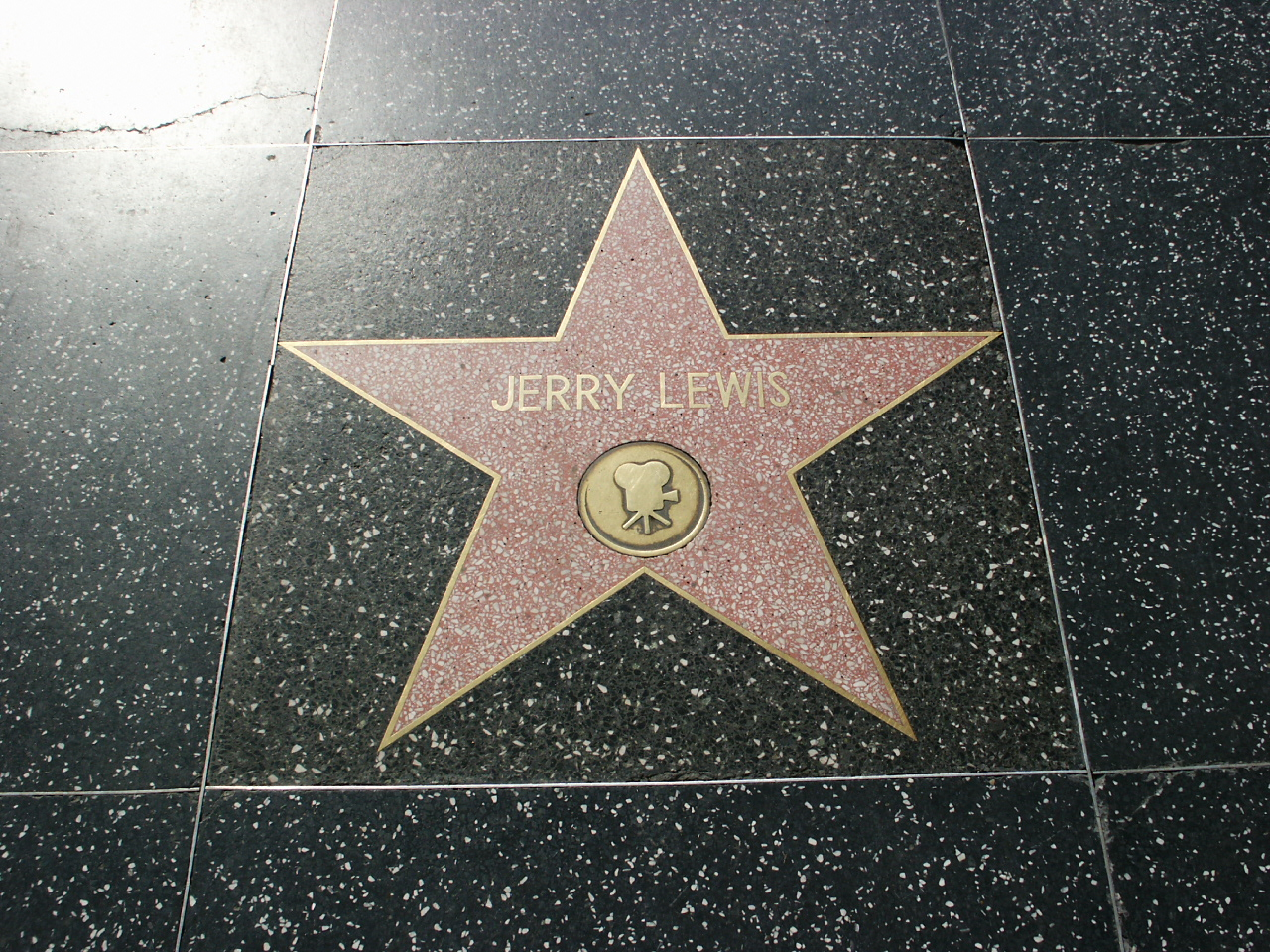
Jerry Lewis stjärna på Hollywood Walk of Fame.
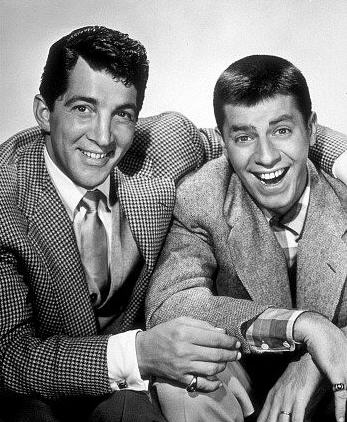
Jerry Lewis med parhästen Dean Martin ca 1950.
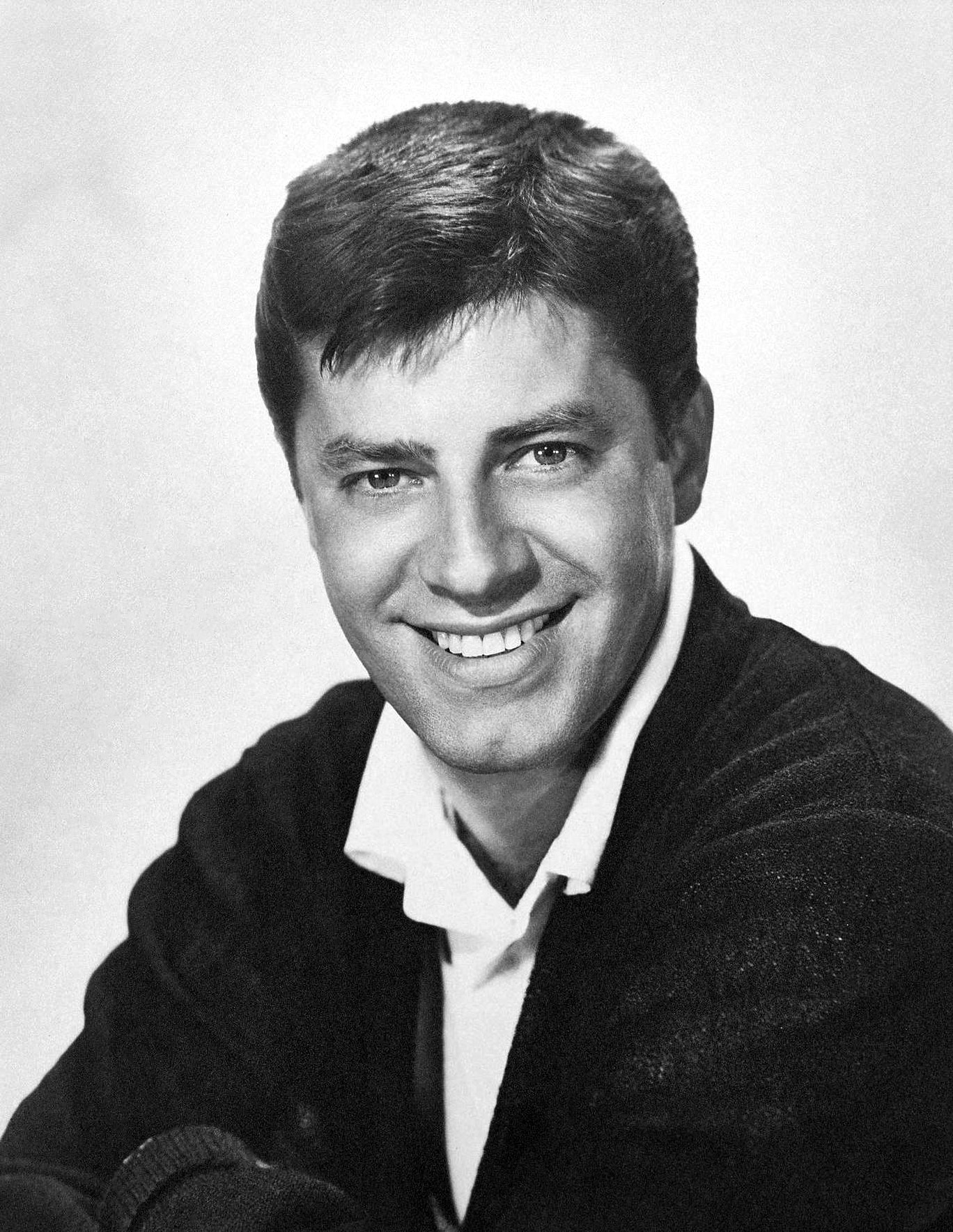
Jerry Lewis 1957.